# François Bresson
Pour les articles homonymes, voir Bresson.
François Bresson, né le 24 mars 1921 à Paris, et mort dans la même ville le 12 janvier 1996, est un psychologue et directeur d'études à l'École des hautes études en sciences sociales.

## Biographie
François Bresson est élève en classe préparatoire au lycée Henri-IV, puis fait des études de philosophie. Il participe à la manifestation du 11 novembre 1940 de lycéens et d'étudiants, à l'Arc de Triomphe et est arrêté et emprisonné jusqu'en mars 1941. Il mène des activités de résistance tout en reprenant ses études, et est reçu à l'agrégation de philosophie en 1944. Il enseigne deux années au lycée de Besançon, puis, en 1946, devient assistant à la Sorbonne, auprès de Paul Guillaume, puis de Daniel Lagache. Celui-ci met en place la licence de psychologie, première formation universitaire de cette discipline, à laquelle François Bresson participe pour l'enseignement et la recherche. 
En 1951, il devient attaché de recherches au CNRS et membre du laboratoire de recherche dirigé par Henri Piéron puis Paul Fraisse. Il mène des recherches dans le domaine des mathématiques, notamment aux comportements de résolution de problèmes, et sur la perception et les théories d'apprentissage. Il essaie d'appliquer la démarche mathématique à la conceptualisation et à la modélisation des résultats expérimentaux. Il fréquente Benoit Mandelbrot et Marcel-Paul Schützenberger. Il est chercheur invité en 1956-1957 au Centre international d'épistémologie génétique créé par Jean Piaget à Genève. Il se spécialise dans les questions liées aux problèmes du développement cognitif, et particulièrement aux problèmes de développement du langage et des systèmes de représentation.
Il est chef de travaux à la Sorbonne, puis durant deux années, maître de conférences à l'université de Nancy, et il est élu en 1962 comme directeur d'études à l'école pratique des hautes études (VIe section) à une chaire d'étude des processus cognitifs. Il y crée le « Centre d'études des processus cognitifs et du langage » (CEPCL) (1962). Il a été président de la Commission de psychophysiologie et de psychologie du CNRS et membre du Comité consultatif national d'éthique. Avec Gustave Durup, il dirige les éditions successives du Vocabulaire de la psychologie d'Henri Piéron. Il a fondé l'Association pour la recherche cognitive (ARCo) avec Jean-François Le Ny et Jean-François Richard en 1981.

## Publications
- La perception comme collecte d'information, Cahiers de Psychologie, t. VI, 1963 -p. 1-21
- (Co-auteur) Logique et perception, avec Jerome Bruner, Albert Morf & Jean Piaget, Paris, Puf, 1958, 204 p.
- (Chapitre VIII) " Langage, communication, et décision", avec François Jodelet & Gaston Mialaret, in Paul Fraisse et Jean Piaget (dir.) Traité de psychologie expérimentale, Paris, Puf, [1965], 1972, 326 p.
- « La genèse des propriétés des objets », Journal de psychologie normale et pathologique, 2, p. 143-167, 1971.
- Modèles de l'espace et géométrie » in De l'espace corporel à l'espace écologique, symposium de l'Association de psychologie scientifique de langue française, Paris, PUF, p. 275-295, 1972.
- Henri Piéron, Vocabulaire de la psychologie [1951], Paris, PUF, 1968, 4e éd. sous la dir. de François Bresson et Gustave Durup; 6e éd., 2003
- « Inferences from animals to man : identifying behaviour and identifying functions » in M. von Cranach (éd.), Methods of inference from animal to human behaviour, Chicago, La Haye, Mouton, p. 319-342, 1976.
- « À côté du langage », Revue philosophique, p. 489-494, 1978.
- « Le développement cognitif : les problèmes que pose aujourd'hui son étude », avec S. de Schonen, Revue de psychologie appliquée, 29, p. 119-127, 1979.
- « Les fonctions de représentation et de communication », in Jean Piaget (dir.), Encyclopédie de la Pléiade. Psychologie, IVe partie, ch. 7. Paris, Gallimard, 1987.
- « Philogeny and ontogeny of languages » in Gilberte Piérault-Le Bonniec & Marlene Dolitsky (dir.) Language Bases… Discourse Bases, Amsterdam, Benjamins, 1991, p. 11-29.